# كاتاماري داماسي
كاتاماري داماسي (بالإنجليزية: Katamari Damacy) (باليابانية: 塊魂)، هي لعبة فيديو يابانية، من تطوير ونشر شركة نامكو، صدرت اللعبة في الأسواق سنة 2004، وتعمل على منصات بلاي ستيشن 2، مايكروسوفت ويندوز، نينتندو سويتش، بلاي ستيشن 4 وإكس بوكس ون.